# Geografia da Islândia
A Islândia é uma grande ilha vulcânica localizada no Atlântico Norte. Está situada a uns 300 km da Groenlândia, 400 km das Ilhas Faroé, 800 km da Escócia e 1 000 km da Noruega. O Círculo Polar Ártico passa a poucos quilómetros da costa norte da Islândia. A corrente do Golfo banha as costas sul, oeste e norte da ilha, e a corrente da Groenlândia Oriental banha a costa leste.

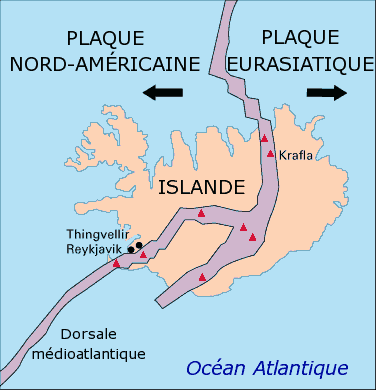
As placas continentais eurasiática e norte-americana, e a Dorsal Média Atlântica, zona de vulcões ativos.

Constitui a maior parcela geográfica totalmente de origem vulcânica do mundo. Por consequência, tem uma actividade geotérmica importante. Está localizada na Dorsal Média Atlântica do Atlântico norte, a oriente   da Groenlândia e logo a sul do círculo polar ártico. O rifte associado à dorsal Médio-Atlântica, que marca a divisão entre a placa Euro-Asiática e a placa Norte-Americana cruza a Islândia de sudoeste a nordeste. Este fenómeno geográfico está bem patente  no Parque Nacional de Þingvellir onde o promontório criou um anfiteatro natural. Há mais de mil anos, o primeiro parlamento islandês (Alþingi) reuniu-se aí.
Cerca de metade da área islandesa, de origem vulcânica recente, consiste em desertos de lava montanhosos (o ponto mais alto está a uma altitude de 2,119 metros acima do nível médio das águas do mar), e outros terrenos áridos.

## Vulcões
Entre os 200-300 vulcões da Islândia, dos quais uns 30 ativos, há a destacar aqueles que tiveram erupções recentemente: Bárðarbunga (2014-2015), Eyjafjallajökull (2010), Grímsvötn (2010), Katla (2010) e Hekla (2000).

## Glaciares
Onze por cento da superfície da ilha é coberta por glaciares: Vatnajökull (8300 km²), Langjökull (953 km²), Hofsjökull (925 km²) e Mýrdalsjökull (695 km²), além de outros de menores dimensões, Drangajökull (199 km²), Eyjafjallajökull (107 km²) e Snæfellsjökull.

## Fiordes
Formados pela erosão provocada pelos glaciares (ou geleiras) que se movimentaram em direção ao mar, existem vários fiordes de grande dimensão, entre os quais Skagafjörður, Breiðafjörður, Eyjafjörður e Húnaflói.

## Montanhas, rios, quedas de água e lagos
Os glaciares (ou geleiras) atuais e antigos, associados à natureza vulcânica da ilha, levaram à existência de rios caudalosos com grandes quedas de água, correndo entre montanhas.

- Montanhas - Hvannadalshnúkur, Bárdarbunga, Kverkfjöll, Snæfell, Hofsjökull
- Rios - Thjórsá, Skjálfandafljót, Jökulsá á Fjöllum, Lagarfljót
- Desfiladeiro - Fjaðrárgljúfur
- Quedas de água - Dettifoss, Gullfoss
- Lagos - Thingvallavatn, Mývatn

## Clima

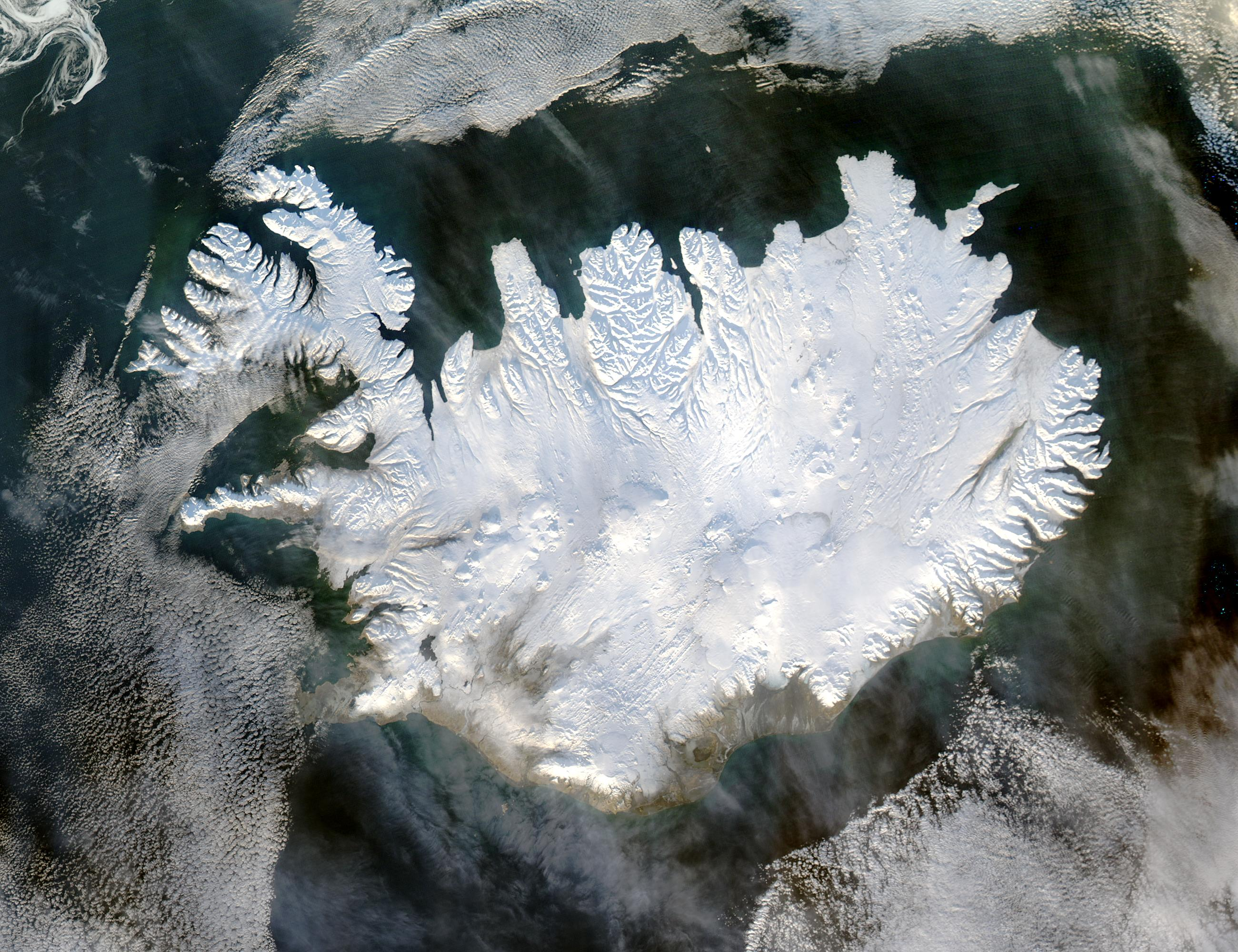
Imagem de satélite da Islândia (Landsat).

A Islândia tem clima marítimo temperado frio, muito variável.

Devido à corrente do Golfo, as condições climáticas são consideravelmente mais amenas do que em outras paragens a latitudes semelhantes.

No inverno pode chover e nevar bastante, e os ventos podem ser fortes. No verão a temperatura é mais elevada, mas pode chover com frequência e a nebulosidade ocultar o sol. No interior da ilha caem grandes quantidades de neve, tornando a região inacessível durante uma parte do ano..

A proximidade do Círculo Polar Ártico implica dias mais longos no verão e mais curtos no inverno, com a ocorrência da aurora boreal e do sol da meia-noite.

## Fauna e flora

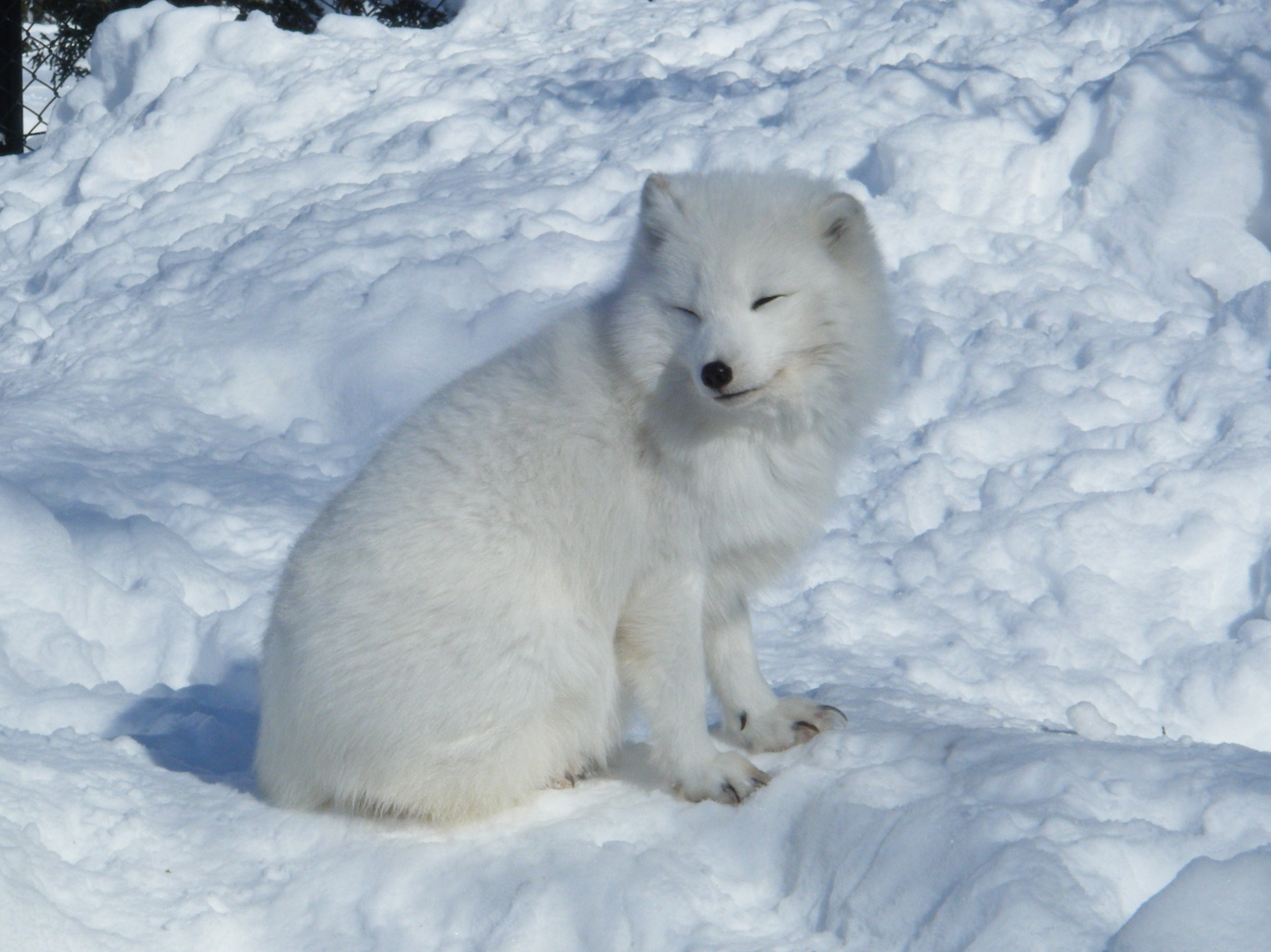
Uma raposa do ártico

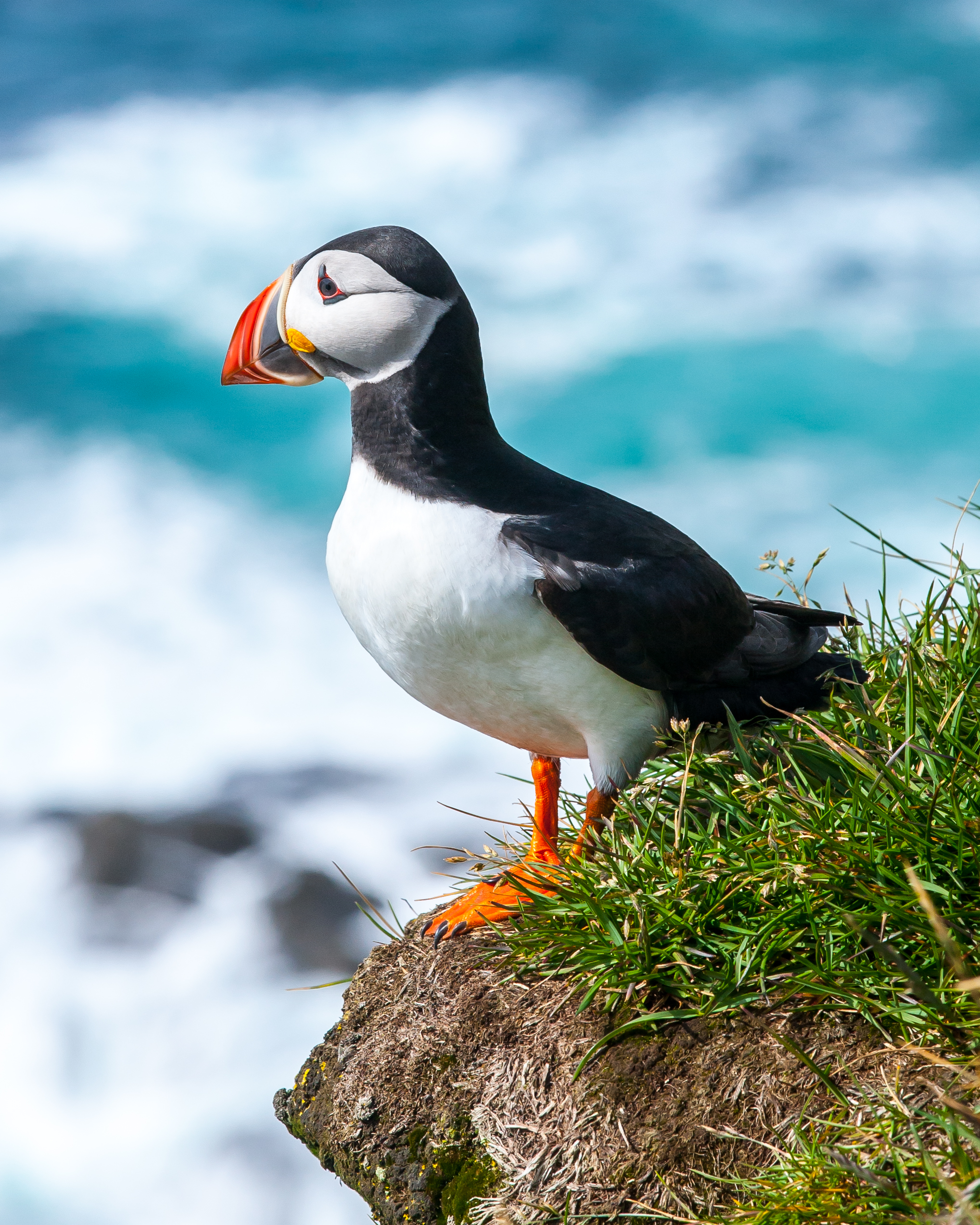
Um papagaio-do-mar

A vegetação da Islândia é fundamentalmente do tipo norte-europeu com alguns elementos árticos.

Aproximadamente 25% da ilha está atualmente coberta de vegetação, em contraste com os 50% da época da colonização no séc. IX, devido a os habitantes terem usado as árvores e arbustos como lenha e pastagem de animais.

O planalto central tem pouca ou nenhuma vegetação, as terras baixas são cobertas de erva e arbustos, e as zonas húmidas de herbáceas.

As florestas ocupam 1% da superfície do país.
Entre os animais, abundam as aves, em especial o fradinho (ou papagaio-do-mar), o fulmar-glacial e o ganso-patola, além das gaivotas.

Quanto a mamíferos, existe endemicamente a raposa-do-ártico, e por importação o vison-americano e a rena, assim como o cavalo da Islândia.

Nas águas dos rios e lagos, há salmões e trutas.

No mar, à volta  da ilha, vivem focas, morsas, baleias e golfinhos.

## Cidades da Islândia
A capital Reiquiavique tem cerca de 120 000 habitantes. Incluindo os subúrbios de Kópavogur e Hafnarfjörður, a área metropolitana da cidade atinge os 175 000 residentes, correspondendo a uns 60% da população total do país.

Akureyri, a segunda cidade da Islândia, conta com uns 18 000 moradores.

95% da população vive em 58 centros urbanos de variada dimensão.
| Posição | Cidade        | População | Região            |
| ------- | ------------- | --------- | ----------------- |
| 1       | Reiquiavique  | 119 108   | Höfuðborgarsvæði  |
| 2       | Kópavogur     | 30 799    | Höfuðborgarsvæði  |
| 3       | Hafnarfjörður | 26 099    | Höfuðborgarsvæði  |
| 4       | Akureyri      | 17 754    | Norðurland Eystra |
| 5       | Keflavík      | 14 000    | Suðurnes          |
| 6       | Garðabær      | 10 909    | Höfuðborgarsvæði  |
| 7       | Mosfellsbær   | 8886      | Höfuðborgarsvæði  |
| 8       | Akranes       | 6623      | Vesturland        |
| 9       | Selfoss       | 6512      | Suðurland         |
| 10      | Njarðvík      | 4400      | Suðurnes          |

## Economia da Islândia
Atualmente, a economia da Islândia está baseada na pesca e na produção de alumínio.

A atividade pesqueira, aproveita a abundância de bacalhau e camarão nas águas islandesas.

A indústria do alúmínio utiliza a eletricidade gerada nos rios caudalosos e na energia geotérmica para elaborar minério importado.

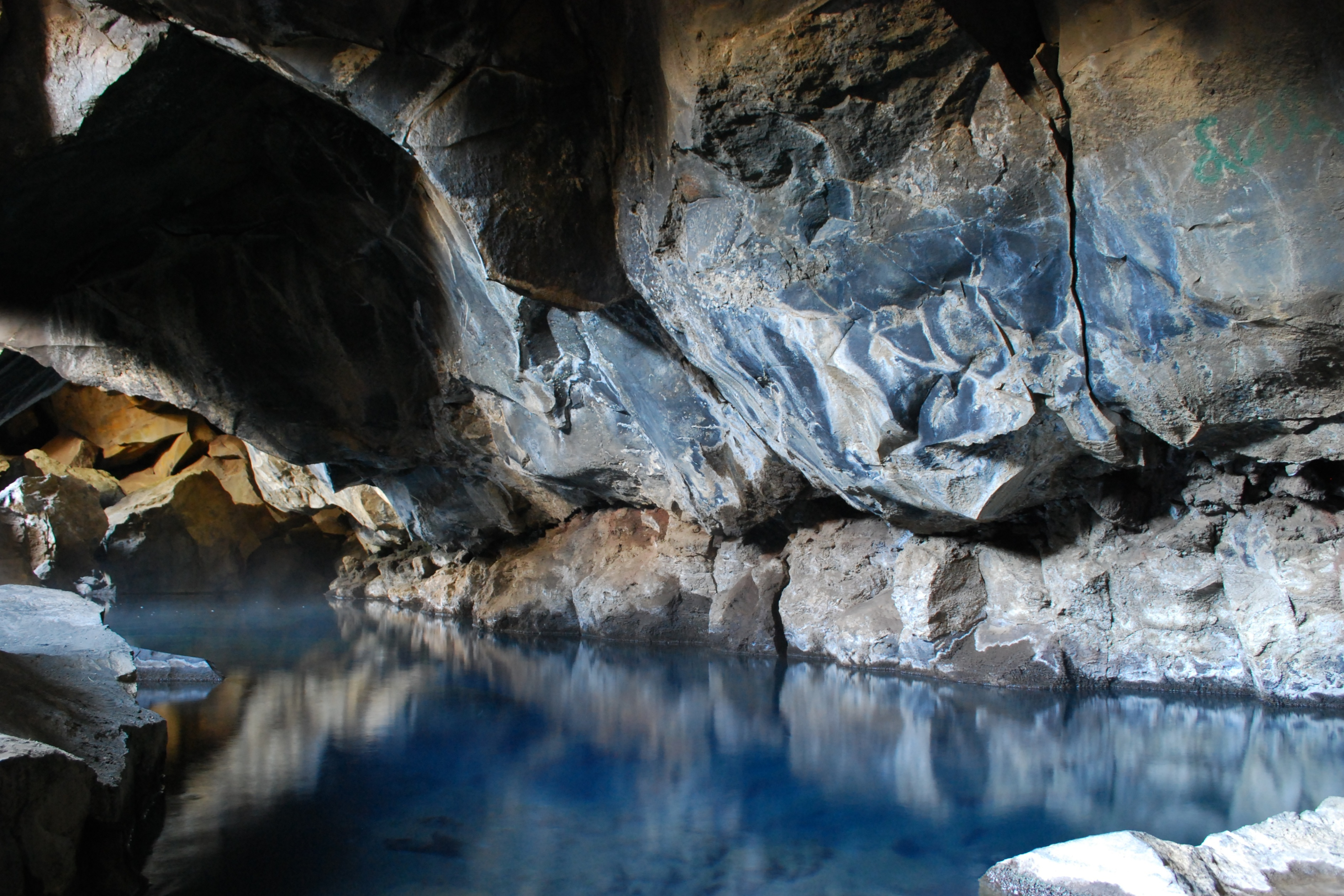
Cavernas de Grjótagjá.